# Gran Premio motociclistico di Francia 2017
Il Gran Premio motociclistico di Francia 2017 è stato la quinta prova del motomondiale del 2017, disputato il 21 maggio sul circuito Bugatti di Le Mans. Si tratta della 60ª edizione del Gran Premio motociclistico di Francia valida per il motomondiale.
Le vittorie nelle tre classi sono andate rispettivamente a Maverick Viñales in MotoGP, a Franco Morbidelli in Moto2 e a Joan Mir in Moto3.

## MotoGP
Maverick Viñales ottiene la sua terza vittoria in stagione davanti a Johann Zarco e Daniel Pedrosa. Viñales sale in testa alla classifica generale con 85 punti, mentre Pedrosa si porta al secondo posto con 68 punti, con Rossi che, dopo la caduta in questa gara, scende in terza posizione con 62 punti. Marc Márquez, caduto al 17º giro, in classifica generale è in quarta posizione con 58 punti.

### Arrivati al traguardo
| Pos. | Nº | Pilota           | Squadra                     | Motocicletta       | Giri | Tempo     | Griglia | Punti |
| ---- | -- | ---------------- | --------------------------- | ------------------ | ---- | --------- | ------- | ----- |
| 1º   | 25 | Maverick Viñales | Movistar Yamaha             | Yamaha YZR-M1      | 28   | 43'29.793 | 1º      | 25    |
| 2º   | 5  | Johann Zarco     | Yamaha Tech 3               | Yamaha YZR-M1      | 28   | +3.134    | 3º      | 20    |
| 3º   | 26 | Daniel Pedrosa   | Repsol Honda                | Honda RC213V       | 28   | +7.717    | 13º     | 16    |
| 4º   | 4  | Andrea Dovizioso | Ducati Team                 | Ducati Desmosedici | 28   | +11.223   | 6º      | 13    |
| 5º   | 35 | Cal Crutchlow    | LCR Honda                   | Honda RC213V       | 28   | +13.519   | 4º      | 11    |
| 6º   | 99 | Jorge Lorenzo    | Ducati Team                 | Ducati Desmosedici | 28   | +24.002   | 16º     | 10    |
| 7º   | 94 | Jonas Folger     | Monster Yamaha Tech 3       | Yamaha YZR-M1      | 28   | +25.733   | 15º     | 9     |
| 8º   | 43 | Jack Miller      | EG 0,0 Marc VDS             | Honda RC213V       | 28   | +32.603   | 11º     | 8     |
| 9º   | 25 | Loris Baz        | Reale Avintia Racing        | Ducati Desmosedici | 28   | +45.784   | 12º     | 7     |
| 10º  | 29 | Andrea Iannone   | Suzuki Ecstar               | Suzuki GSX-RR      | 28   | +48.332   | 17º     | 6     |
| 11º  | 53 | Esteve Rabat     | EG 0,0 Marc VDS             | Honda RC213V       | 28   | +50.036   | 22º     | 5     |
| 12º  | 44 | Pol Espargaró    | Red Bull KTM Factory Racing | KTM RC16           | 28   | +52.661   | 8º      | 4     |
| 13º  | 38 | Bradley Smith    | Red Bull KTM Factory Racing | KTM RC16           | 28   | +53.179   | 10º     | 3     |
| 14º  | 22 | Sam Lowes        | Aprilia Racing Team Gresini | Aprilia RS-GP      | 28   | +55.432   | 21º     | 2     |
| 15º  | 50 | Sylvain Guintoli | Suzuki Ecstar               | Suzuki GSX-RR      | 28   | +1'06.878 | 23º     | 1     |

### Ritirati
| Nº | Pilota          | Squadra                     | Motocicletta       | Giri | Griglia |
| -- | --------------- | --------------------------- | ------------------ | ---- | ------- |
| 46 | Valentino Rossi | Movistar Yamaha             | Yamaha YZR-M1      | 27   | 2º      |
| 41 | Aleix Espargaró | Aprilia Racing Team Gresini | Aprilia RS-GP      | 23   | 18º     |
| 93 | Marc Márquez    | Repsol Honda                | Honda RC213V       | 17   | 5º      |
| 9  | Danilo Petrucci | Octo Pramac Racing          | Ducati Desmosedici | 17   | 19º     |
| 45 | Scott Redding   | Octo Pramac Racing          | Ducati Desmosedici | 7    | 7º      |
| 17 | Karel Abraham   | Pull&Bear Aspar             | Ducati Desmosedici | 5    | 9º      |
| 6  | Héctor Barberá  | Reale Avintia Racing        | Ducati Desmosedici | 3    | 20º     |
| 19 | Álvaro Bautista | Pull&Bear Aspar             | Ducati Desmosedici | 0    | 14º     |

## Moto2
Il pilota italiano Franco Morbidelli ottiene sia il giro più veloce che la vittoria in gara, precedendo sul traguardo Francesco Bagnaia e lo svizzero Thomas Lüthi.

### Arrivati al traguardo
| Pos. | Nº | Pilota             | Squadra                    | Motocicletta       | Giri | Tempo     | Griglia | Punti |
| ---- | -- | ------------------ | -------------------------- | ------------------ | ---- | --------- | ------- | ----- |
| 1º   | 21 | Franco Morbidelli  | EG 0,0 Marc VDS            | Kalex Moto2        | 26   | 42'17.557 | 3º      | 25    |
| 2º   | 42 | Francesco Bagnaia  | SKY Racing Team VR46       | Kalex Moto2        | 26   | +1.714    | 2º      | 20    |
| 3º   | 12 | Thomas Lüthi       | CarXpert Interwetten       | Kalex Moto2        | 26   | +5.837    | 1º      | 16    |
| 4º   | 73 | Álex Márquez       | EG 0,0 Marc VDS            | Kalex Moto2        | 26   | +6.212    | 6º      | 13    |
| 5º   | 54 | Mattia Pasini      | Italtrans Racing           | Kalex Moto2        | 26   | +13.537   | 7º      | 11    |
| 6º   | 77 | Dominique Aegerter | Kiefer Racing              | Suter MMX2         | 26   | +14.945   | 5º      | 10    |
| 7º   | 30 | Takaaki Nakagami   | Idemitsu Honda Team Asia   | Kalex Moto2        | 26   | +16.413   | 18º     | 9     |
| 8º   | 24 | Simone Corsi       | Speed Up Racing            | Speed Up SF17      | 26   | +16.413   | 14º     | 8     |
| 9º   | 97 | Xavi Vierge        | Tech 3 Racing              | Tech 3 Mistral 610 | 26   | +17.163   | 11º     | 7     |
| 10º  | 68 | Yonny Hernández    | AGR Team                   | Kalex Moto2        | 26   | +17.605   | 13º     | 6     |
| 11º  | 55 | Hafizh Syahrin     | Petronas Raceline Malaysia | Kalex Moto2        | 26   | +22.528   | 22º     | 5     |
| 12º  | 23 | Marcel Schrötter   | Dynavolt Intact GP         | Suter MMX2         | 26   | +22.909   | 9º      | 4     |
| 13º  | 88 | Ricard Cardús      | Red Bull KTM Ajo           | KTM Moto2          | 26   | +23.801   | 15º     | 3     |
| 14º  | 11 | Sandro Cortese     | Dynavolt Intact GP         | Suter MMX2         | 26   | +24.322   | 10º     | 2     |
| 15º  | 49 | Axel Pons          | RW Racing GP               | Kalex Moto2        | 26   | +25.959   | 16º     | 1     |
| 16º  | 19 | Xavier Siméon      | Tasca Racing               | Kalex Moto2        | 26   | +26.116   | 12º     |       |
| 17º  | 44 | Miguel Oliveira    | Red Bull KTM Ajo           | KTM Moto2          | 26   | +26.394   | 17º     |       |
| 18º  | 40 | Fabio Quartararo   | Pons HP40                  | Kalex Moto2        | 26   | +26.846   | 20º     |       |
| 19º  | 5  | Andrea Locatelli   | Italtrans Racing           | Kalex Moto2        | 26   | +28.506   | 26º     |       |
| 20º  | 87 | Remy Gardner       | Tech 3 Racing              | Tech 3 Mistral 610 | 26   | +48.794   | 23º     |       |
| 21º  | 45 | Tetsuta Nagashima  | Teluru SAG                 | Kalex Moto2        | 26   | +49.354   | 27º     |       |
| 22º  | 89 | Khairul Idham Pawi | Idemitsu Honda Team Asia   | Kalex Moto2        | 26   | +49.680   | 31º     |       |
| 23º  | 2  | Jesko Raffin       | Garage Plus Interwetten    | Kalex Moto2        | 26   | +49.913   | 25º     |       |
| 24º  | 47 | Axel Bassani       | Speed Up Racing            | Speed Up SF17      | 26   | +1'03.235 | 28º     |       |
| 25º  | 57 | Edgar Pons         | Pons HP40                  | Kalex Moto2        | 26   | +1'03.801 | 30º     |       |

### Ritirati
| Nº | Pilota              | Squadra              | Motocicletta | Giri | Griglia |
| -- | ------------------- | -------------------- | ------------ | ---- | ------- |
| 32 | Isaac Viñales       | BE-A-VIP SAG         | Kalex Moto2  | 25   | 19º     |
| 6  | Tarran Mackenzie    | Kiefer Racing        | Suter MMX2   | 21   | 29º     |
| 7  | Lorenzo Baldassarri | Forward Racing       | Kalex Moto2  | 17   | 8º      |
| 9  | Jorge Navarro       | Federal Oil Gresini  | Kalex Moto2  | 8    | 21º     |
| 62 | Stefano Manzi       | SKY Racing Team VR46 | Kalex Moto2  | 7    | 24º     |
| 10 | Luca Marini         | Forward Racing       | Kalex Moto2  | 0    | 4º      |

### Non partito
| Nº | Pilota       | Squadra                 | Motocicletta |
| -- | ------------ | ----------------------- | ------------ |
| 27 | Iker Lecuona | Garage Plus Interwetten | Kalex Moto2  |

## Moto3

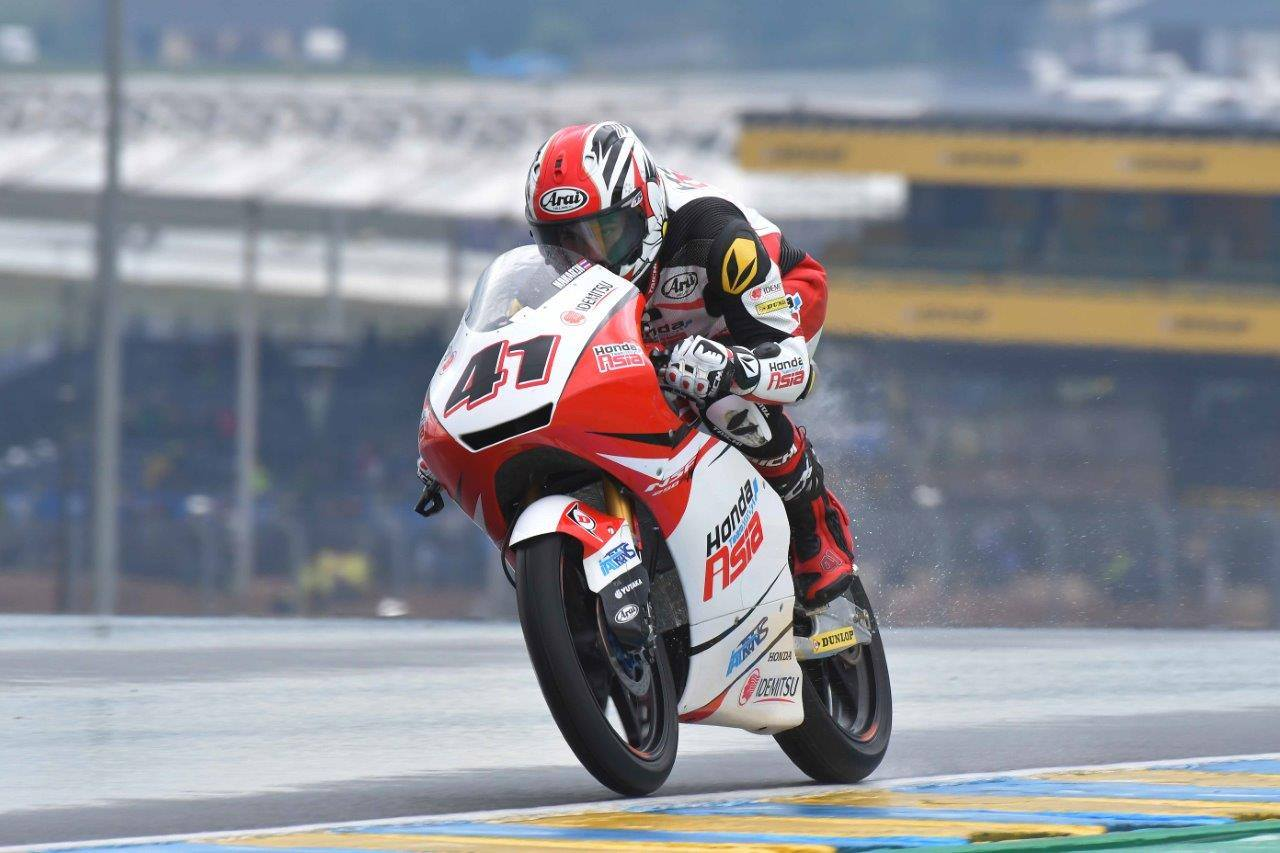
Nakarin Atiratphuvapat

### Arrivati al traguardo
| Pos. | Nº | Pilota                 | Squadra                    | Motocicletta   | Giri | Tempo     | Griglia | Punti |
| ---- | -- | ---------------------- | -------------------------- | -------------- | ---- | --------- | ------- | ----- |
| 1º   | 36 | Joan Mir               | Leopard Racing             | Honda NSF250R  | 16   | 27'37.830 | 8º      | 25    |
| 2º   | 44 | Arón Canet             | Estrella Galicia 0,0       | Honda NSF250R  | 16   | +4.252    | 12º     | 20    |
| 3º   | 21 | Fabio Di Giannantonio  | Del Conca Gresini          | Honda NSF250R  | 16   | +4.365    | 15º     | 16    |
| 4º   | 42 | Marcos Ramírez         | Platinum Bay Real Estate   | KTM RC 250 GP  | 16   | +4.469    | 7º      | 13    |
| 5º   | 58 | Juanfran Guevara       | RBA BOE Racing             | KTM RC 250 GP  | 16   | +4.845    | 3º      | 11    |
| 6º   | 33 | Enea Bastianini        | Estrella Galicia 0,0       | Honda NSF250R  | 16   | +5.463    | 11º     | 10    |
| 7º   | 95 | Jules Danilo           | Marinelli Rivacold Snipers | Honda NSF250R  | 16   | +5.652    | 16º     | 9     |
| 8º   | 16 | Andrea Migno           | SKY Racing Team VR46       | KTM RC 250 GP  | 16   | +5.821    | 23º     | 8     |
| 9º   | 64 | Bo Bendsneyder         | Red Bull KTM Ajo           | KTM RC 250 GP  | 16   | +6.049    | 9º      | 7     |
| 10º  | 52 | Danny Kent             | Red Bull KTM Ajo           | KTM RC 250 GP  | 16   | +6.193    | 10º     | 6     |
| 11º  | 84 | Jakub Kornfeil         | Peugeot MC Saxoprint       | Peugeot        | 16   | +7.504    | 18º     | 5     |
| 12º  | 17 | John McPhee            | British Talent Team        | Honda NSF250R  | 16   | +8.741    | 25º     | 4     |
| 13º  | 41 | Nakarin Atiratphuvapat | Honda Team Asia            | Honda NSF250R  | 16   | +16.006   | 30º     | 3     |
| 14º  | 48 | Lorenzo Dalla Porta    | Aspar Mahindra             | Mahindra MGP3O | 16   | +16.405   | 20º     | 2     |
| 15º  | 12 | Marco Bezzecchi        | CIP                        | Mahindra MGP3O | 16   | +16.514   | 21º     | 1     |
| 16º  | 11 | Livio Loi              | Leopard Racing             | Honda NSF250R  | 16   | +16.639   | 13º     |       |
| 17º  | 8  | Nicolò Bulega          | SKY Racing Team VR46       | KTM RC 250 GP  | 16   | +16.752   | 2º      |       |
| 18º  | 96 | Manuel Pagliani        | CIP                        | Mahindra MGP3O | 16   | +16.996   | 14º     |       |
| 19º  | 71 | Ayumu Sasaki           | SIC Racing                 | Honda NSF250R  | 16   | +17.046   | 27º     |       |
| 20ª  | 6  | María Herrera          | AGR Team                   | KTM RC 250 GP  | 16   | +17.206   | 29ª     |       |
| 21º  | 65 | Philipp Öttl           | Südmetall Schedl GP Racing | KTM RC 250 GP  | 16   | +28.501   | 28º     |       |
| 22º  | 14 | Tony Arbolino          | SIC58 Squadra Corse        | Honda NSF250R  | 16   | +33.398   | 24º     |       |
| 23º  | 4  | Patrik Pulkkinen       | Peugeot MC Saxoprint       | Peugeot        | 16   | +42.059   | 31º     |       |

### Ritirati
| Nº | Pilota            | Squadra                    | Motocicletta   | Giri | Griglia |
| -- | ----------------- | -------------------------- | -------------- | ---- | ------- |
| 40 | Darryn Binder     | Platinum Bay Real Estate   | KTM RC 250 GP  | 15   | 17º     |
| 24 | Tatsuki Suzuki    | SIC58 Squadra Corse        | Honda NSF250R  | 14   | 22º     |
| 27 | Kaito Toba        | Honda Team Asia            | Honda NSF250R  | 14   | 26º     |
| 23 | Niccolò Antonelli | Red Bull KTM Ajo           | KTM RC 250 GP  | 11   | 6º      |
| 88 | Jorge Martín      | Del Conca Gresini          | Honda NSF250R  | 10   | 1º      |
| 5  | Romano Fenati     | Marinelli Rivacold Snipers | Honda NSF250R  | 7    | 4º      |
| 75 | Albert Arenas     | Aspar Mahindra             | Mahindra MGP3O | 3    | 5º      |

### Non partiti
| Nº | Pilota          | Squadra        | Motocicletta  | Griglia |
| -- | --------------- | -------------- | ------------- | ------- |
| 7  | Adam Norrodin   | SIC Racing     | Honda NSF250R | 19º     |
| 19 | Gabriel Rodrigo | RBA BOE Racing | KTM RC 250 GP |         |